# Chelinidea vittigera
Chelinidea vittigera är en insektsart som beskrevs av Philip Reese Uhler 1863. Chelinidea vittigera ingår i släktet Chelinidea och familjen bredkantskinnbaggar. Inga underarter finns listade i Catalogue of Life.